# 服部真二
服部 真二（服部 眞二、はっとり しんじ、1953年1月1日 - ）は、日本の経営者。東京都出身。セイコーグループ10代目社長。同社創業者服部金太郎の曾孫。一般財団法人服部真二文化・スポーツ財団理事長。

## 経歴・人物
東京都品川区五反田で生まれた。慶應義塾高等学校を経て、1975年に慶應義塾大学経済学部を卒業し、同年に三菱商事に入社した。1984年に精工舎（のちのセイコープレシジョン）に転じ、2003年にセイコーウオッチ社長に就任。
2010年4月にセイコー社長に就任。2012年10月には会長兼グループ最高経営責任者（CEO）に就任。2023年、春の受勲において旭日中綬章を受章。音楽家とアスリートを支援する一般財団法人服部真二文化・スポーツ財団を設立し、2018年より服部真二賞を授与している。

## 家族
- 曽祖父・服部金太郎 - 服部時計店創業者
- 祖父・服部玄三 - 金太郎の長男。2代目セイコー社長
- 父・服部謙太郎 - 玄三の長男。4代目セイコー社長
- 兄・服部純一 - 元セイコーインスツル会長
- 弟・服部秀生 - 元セイコーインスツル取締役